# John Cleese
John Marwood Cleese (* 27. října 1939 Weston-super-Mare, Somerset, Anglie) je britský herec, komik, spisovatel a filmový producent, jeden z šesti členů komediální skupiny Monty Python. Hrál potrhlého hoteliéra Basila Fawltyho v seriálu Hotýlek, na jehož scénáři se podílel. Podílel se také na scénářích k filmům Monty Python a Svatý Grál, Monty Python: Život Briana a Smysl života.

## Život
Narodil se 27. října 1939 v malém městečku Weston-super-Mare u moře v Somersetu. Byl jedináček, příjmení jeho rodiny bylo původně „Cheese“, ale když v roce 1915 jeho dědeček vstoupil do armády, nechal se přejmenovat na „Cleese“ (k Johnově štěstí, neboť jeden z jeho dětských kamarádů se jmenoval „Butter“).
Cleese navštěvoval St Peter's Preparatory School a po svá školní léta vyčníval nejen svými znalostmi ale i svou výškou (už ve 12 letech měřil 180 cm). Ve 13 se dostal na lyceum Clifton College v Bristolu. Říká se, že pozemek školy pomaloval stopami naznačujícími, že socha polního maršála Earla Heiga si z podstavce odskočila na záchod. Přestože úspěšně složil zkoušku na univerzitu Cambridge, kvůli velkému návalu po dva roky učil matematiku na své základní škole. V Cambridgi studoval později právo na Downing College. V komediální skupině Cambridge Footlights potkává Grahama Chapmana, dalšího z Monty Pythonů.
V roce 1960 potkal svou první manželku, Connie Booth, s níž se oženil v roce 1968. V roce 1971 se jim narodila dcera, Cynthia Cleese. S Connie napsal scénář k sitcomu Hotýlek a také v něm oba účinkovali. Oženil a rozvedl se ještě dvakrát.

## Kariéra
Úspěch univerzitní revue Cambridge Circus hrané v rámci skupiny Cambridge Footlights umožnil Cleesovi a Chapmanovi vystupovat nejen na londýnském West Endu, ale i na Broadwayi. Tady vystupuje také v muzikálu Half a Sixpence a při té příležitosti potkává pozdějšího animátora Monty Pythonů a režiséra Terryho Gilliama.
Než odjel do USA, pracoval Cleese také pro rádio BBC na několika programech mezi něž patří např. The Dick Emery Show nebo I'm Sorry, I'll Read That Again. Významnou roli měl TV seriál Frost Report. Na této show pracovali také Eric Idle, Terry Jones a Michael Palin, budoucí členové Monty Python.
Monty Pythonův létající cirkus, seriál komických skečů, na kterém se šestice Cleese, Chapman, Gilliam, Idle, Jones a Palin podílela, se vysílal po čtyři sezony mezi léty 1969 a 1974 na BBC. V posledních šesti epizodách se Cleese už neobjevil, podle něj ztrácely svou originalitu a chtěl se věnovat jiným projektům, avšak členem skupiny zůstal i nadále.
V roce 1971 založil produkční společnost Video Arts, která se zabývá tvorbou zábavných výukových programů pro manažery. Úspěch zaznamenala TV show Hotýlek, na níž se podílel společně se svou první ženou a kde ztvárnil hlavní roli neurotického a nepříjemného vlastníka malého hotelu Basila Fawltyho. Seriál získal ocenění BAFTA a Cleesovi zajistil účinkování v několika seriálech a televizních show (Doctor Who, The Muppets show, The Goodies and not the Nine O'Clock News, Cheers).
Od roku 1970 do roku 1973 také zastával post rektora na Univerzitě v St Andrews, dodnes je profesorem na volné noze na Cornellově univerzitě.
John Cleese se objevil také ve všech filmech Monty Pythonů: Monty Python a Svatý Grál, Monty Python: Život Briana a Monty Python: Smysl života. Zahrál si i v samostatných snímcích Terryho Gilliama, Terryho Jonese, Erica Idla a Grahama Chapmana.
V roce 1988 přichází snímek Ryba jménem Wanda, kde si zahrál roli právníka Archieho Leache a k němuž také napsal scénář. Film zaznamenal úspěch jak u diváků, tak u kritiků a byl nominován na Oscara za scénář. Ve filmu si Leachovu dceru zahrála Cleesova dcera Cynthia.
Zahlédnout jsme Johna Cleese mohli ve filmech Milionový závod, Harry Potter a Kámen mudrců a také v posledních třech bondovkách, po boku Roberta De Nira a Kennetha Branagha si zahrál v adaptaci Frankensteina.

## Herecká filmografie
- Medvídek Pú (2011)
- Shrek: Zvonec a konec (2010)
- Spud (2010)
- Planeta 51 (2009)
- Růžový panter 2 (2009)
- Den, kdy se zastavila Země (2008)
- Igor (2008)
- Shrek Třetí (2007)
- L´ Entente cordiale (2006)
- Světák (2006)
- Šarlotina pavučinka (2006)
- Valiant (2005)
- Cesta kolem světa za 80 dní (2004)
- Shrek 2 (2004)
- Vincentův svět (TV seriál) (2004)
- Bláznivej sejf (2003)
- Charlieho andílci: Na plný pecky (2003)
- Dnes neumírej (2002)
- Harry Potter a Tajemná komnata (2002)
- Pinocchio (2002)
- Pluto Nash (2002)
- Taking the Wheel (2002)
- Wednesday 9:30 (8:30 Central) (TV seriál) (2002)
- Comic Relief Short Pants (2001)
- Harry Potter a Kámen mudrců (2001)
- House of Mouse (TV seriál) (2001)
- Milionový závod (2001)
- Edwurd Fudwupper Fibbed Big (2000)
- Kouzelný puding (2000)
- Quantum Project (2000)
- Rockstar (2000)
- Život hvězdy (2000)
- Burani ve městě (1999)
- Jeden svět nestačí (1999)
- Mickey Mouse Works (TV seriál) (1999)
- Parting Shots (1999)
- Will a Grace (TV seriál) (1998)
- Brigitte & Friends (TV seriál) (1997)
- Divoká stvoření (1997)
- Král džungle (1997)
- Žabákova dobrodružství (1996)
- Look at the State We're In! (TV seriál) (1995)
- Frankenstein (1994)
- Labutí princezna (1994)
- Nová Kniha džunglí (1994)
- Rozhádaní dědicové (1993)
- Americký ocásek 2 - Fievel na Divokém západě (1991)
- Býčí oko (1990)
- Erik Viking (1989)
- Velkofilm (1989)
- Ryba jménem Wanda (1988)
- Mír podle Mnichovské dohody (1988)
- Baby Quark (TV film) (1987)
- The Grand Knockout Tournament (TV film) (1987)
- Profesore, jdete pozdě! (1986)
- Silverado (1985)
- The Secret Policeman's Private Parts (1984)
- Monty Python: Smysl života (1983)
- Žlutovous (1983)
- Na zdraví (TV seriál) (1982)
- Privates on Parade (1982)
- Whoops Apocalypse (TV seriál) (1982)
- The Great Muppet Caper (1981)
- Zloději času (1981)
- Peter Cook & Co. (TV film) (1980)
- The Taming of the Shrew (TV film) (1980)
- Away from It All (1979)
- To Norway, Home of Giants (TV film) (1979)
- Monty Python: Život Briana (1979)
- The Balance Sheet Barrier (video film) (1977)
- Mermaid Frolics, The (TV film) (1977)
- The Strange Case of the End of Civilization as We Know It (1977)
- Monty Python Meets Beyond the Fringe (1976)
- Neskutečné historky (TV seriál) (1976)
- Hotýlek (TV seriál) (1975)
- In Two Minds (video film) (1975)
- Meeting of Minds (video film) (1975)
- Monty Python a Svatý Grál (1975)
- Romance with a Double Bass (1974)
- Golf Etiquette (1973)
- The Goodies and the Beanstalk (TV film) (1973)
- The Love Ban (1973)
- A teď něco úplně jiného (1971)
- Monty Python's Fliegender Zirkus (TV film) (1971)
- The Ronnie Barker Yearbook (TV film) (1971)
- The Statue (1971)
- The Rise and Rise of Michael Rimmer (1970)
- The Best House in London (1969)
- Kouzelný Kristián (1969)
- Light Entertainment Killers (TV film) (1969)
- Monty Pythonův létající cirkus (TV seriál) (1969)
- Sez Les (TV seriál) (1969)
- Blaho paní Blossomové (1968)
- Goon Show, The (TV film) (1968)
- How to Irritate People (TV film) (1968)
- Interlude (1968)
- At Last the 1948 Show (TV seriál) (1967)
- The Frost Report (TV seriál) (1966)

## Režijní filmografie
- Ryba jménem Wanda (1988)
- Away from It All (1979)